# Potschmühle
Potschmühle ist ein Gemeindeteil der Großen Kreisstadt Weißenburg in Bayern im Landkreis Weißenburg-Gunzenhausen (Mittelfranken, Bayern). Potschmühle liegt in der Gemarkung Suffersheim.

## Lage
Die Einöde befindet sich einige hundert Meter südwestlich von Suffersheim, direkt an der Kreisstraße WUG 36. Nordwestlich fließt die Schambach vorbei, der Mühlbach, ein Seitenarm fließt hindurch.

## Geschichte
Die Mühle soll aus dem 10. oder 11. Jahrhundert stammen. 1459 wurde sie erstmals als „Vetschenmühle“ erwähnt, 1565 hieß sie „bey der fetzer müll“ und 1599 „Potsch Mühl“. 1719 wurde die Mühle als „Butschmühle“ und 1822 als „Unterbutzmühle“ bezeichnet. Der Name kommt vermutlich aus dem Mittelhochdeutschen und bedeutet so viel wie Knirps, Poltergeist. Bis zur Gemeindegebietsreform in Bayern war Potschmühle ein Gemeindeteil von Suffersheim im Landkreis Weißenburg in Bayern.